# Île Ronde (îles Kerguelen)
Pour les articles homonymes, voir Île Ronde.
L'île Ronde est une île de l'océan Indien située dans l'archipel des Kerguelen au sud de la péninsule Rallier du Baty, une péninsule du sud-ouest de la Grande Terre. Le traité sur l'Antarctique interdisant à la France d'exercer sa pleine souveraineté sur les territoires antarctiques relevant de la Terre Adélie, sa latitude de 49° 49' 50" Sud fait d'elle la terre émergée la plus australe de la République française après les îles de Boynes, l'îlot Solitaire et les roches du Salamanca.

## Géographie
L'île Ronde est située à environ 10,5 kilomètres au sud de la pointe sud de la péninsule Rallier du Baty, le cap Bourbon. Malgré son nom évocateur, elle ne se présente pas sous une forme circulaire, mais ovale : d'après la carte la plus précise fournie par l'Institut géographique national sur le Géoportail en août 2007, elle est longue d'environ 700 mètres au maximum dans la direction sud-ouest-nord-est mais large de seulement 500 mètres au plus sur l'axe perpendiculaire.
En outre, elle est entourée par deux petits îlots dont les dimensions maximales sont de l'ordre de quelques dizaines de mètres. L'un est situé au sud-sud-est du point culminant de l'île, qui atteint 151 mètres d'altitude, tandis que l'autre se trouve au nord-nord-ouest. Quoi qu'il en soit, tous deux ne sont distants de ses côtes que d'une centaine de mètres seulement, à l'inverse des quatre gros rochers que l'on trouve plus au nord, les rochers Trémarec. Alignés selon un axe sud-est-nord-ouest sur une distance d'environ 900 mètres, ces derniers sont en effet situés à plus d'un kilomètre du centre de l'île Ronde, ou même de ses côtes. Leur nom honore Yves Joseph de Kerguelen de Trémarec, le découvreur de tout l'archipel.
Pour le reste, la terre émergée la plus proche de l'île Ronde est un autre rocher atteignant 18 mètres de haut situé au nord-ouest à plus de 6,5 kilomètres. Il est appelé roche Mengam ou rocher Mingam selon les cartes. Seule la première graphie semble correcte, car Mengam est le nom que portait un compagnon d'aventure de Kerguelen de Trémarec pendant son premier voyage.